# Rhabdodryas trite
Rhabdodryas trite är en fjärilsart som först beskrevs av Carl von Linné 1758.  Rhabdodryas trite ingår i släktet Rhabdodryas och familjen vitfjärilar. Inga underarter finns listade.

## Bildgalleri

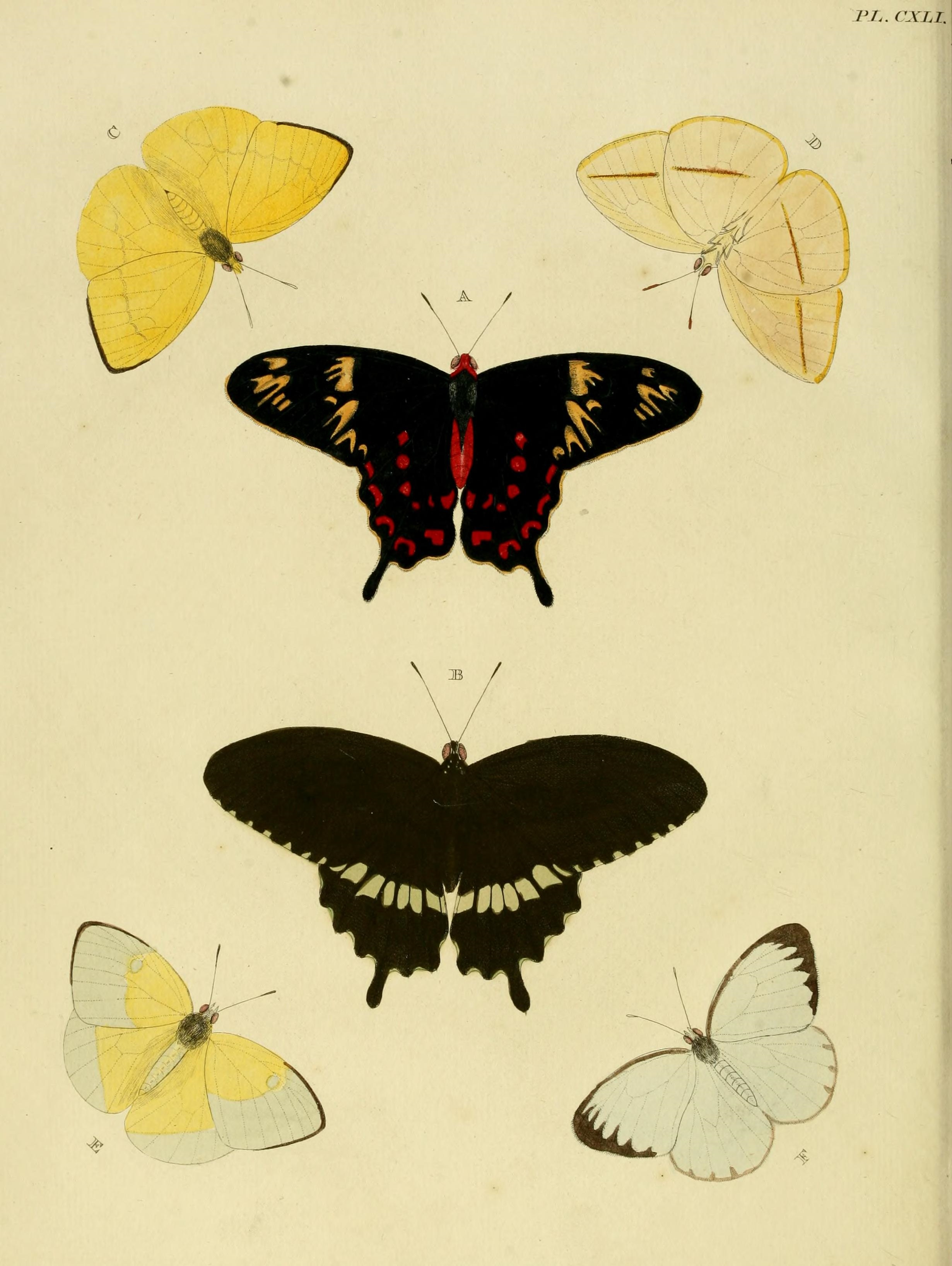
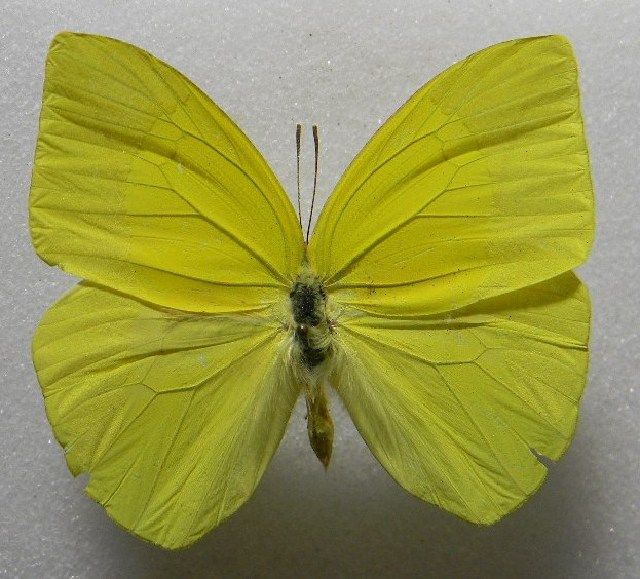